# Au cœur du Stade
Albums de Céline Dion
These Are Special Times
(1998) All The Way... A Decade of Song
(1999)
Singles
1. Dans un autre monde
Sortie : 30 août 1999

Au cœur du Stade est le vingt-et-unième album de Céline Dion, et son quatrième album live, sorti le 27 août 1999.

## Informations
Au cœur du Stade est enregistré au Stade de France à Saint-Denis, au cours de deux représentations à guichets fermés les 19 juin 1999 et 20 juin 1999. Ces performances sont remarquables car elles font de la chanteuse la première à attirer un public de 90 000 spectateurs lors d'un spectacle unique pour un total de 180 000 en seulement deux soirées. La plupart des chansons de l'album sont des versions live des pistes provenant à l'origine de S'il suffisait d'aimer. La galette contient également certains titres du début de la carrière de Céline Dion (Ce n'était qu'un rêve, D'amour ou d'amitié, Mon ami m'a quittée) et deux titres de langue anglaise, Let's Talk About Love et My Heart Will Go On. La piste Medley acoustique est composée de cinq chansons différentes, dont chacune aurait pu faire l'objet d'une piste indépendante, notamment Un garçon pas comme les autres (Ziggy) avec une durée de plus de trois minutes.
Le CD ne contient pas le spectacle complet. L'intégralité des chansons sont gravées sur le DVD Au cœur du Stade, également publié en 1999. Son enregistrement a lieu lors de la tournée européenne Let's Talk About Love Tour. L'extrait Dans un autre monde sort en single pour la promotion de l'album, accompagné par un clip live tourné durant le concert.

« J'y ai donné, je crois, le plus beau show de toute ma carrière. L'ambiance était aussi chaleureuse et intime que dans une toute petite salle. »

— Céline Dion

## Ventes
Au cœur du Stade se vend à plus de 2 millions d'exemplaires à travers le monde. Dans les pays francophones, il est certifié 2x disque de platine en France, disque de platine en Belgique et en Suisse et disque d'or au Canada.
Au cœur du Stade est no 1 pendant quatre semaines en Suisse, pendant deux semaines en France et pendant une semaine en Belgique francophone. En Belgique néerlandophone, il atteint la 3e place, et la 15e place au Canada. L'album entre également dans les tops 40 de pays non francophones, dont no 18 en Autriche, no 23 aux Pays-Bas et no 37 en Allemagne et en Hongrie. Sur les 100 meilleurs albums européens, Au cœur du Stade atteint la 9e place.

## Liste des titres
1. Let's Talk About Love (Bryan Adams, Jean-Jacques Goldman, Eliot Kennedy) – 7:40

2. Dans un autre monde (Goldman) – 4:26

3. Je sais pas (Goldman, J. Kapler) – 5:47

4. Je crois toi (Goldman) – 4:37

5. Terre (Erick Benzi) – 4:26

6. J'irai où tu iras (duo avec Jean-Jacques Goldman) (Goldman) – 4:07

7. S'il suffisait d'aimer (Goldman) – 5:11

8. On ne change pas (Goldman) – 6:04

9. Medley acoustique :
Ce n'était qu'un rêve (Thérèse Dion, Céline Dion, Jacques Dion) – 1:18
D'amour ou d'amitié (Jean-Pierre Lang, Eddy Marnay, Roland Vincent) – 2:01
Mon ami m'a quittée (Marnay, Christian Loigerot, Thierry Geoffroy) – 1:58
L'amour existe encore (Luc Plamondon, Richard Cocciante) – 2:05
Un garçon pas comme les autres (Ziggy) (Plamondon, Michel Berger) – 3:21
10. Pour que tu m'aimes encore (Goldman) – 5:20

11. My Heart Will Go On (James Horner, Will Jennings) – 5:23

## Distribution
| Pays   | Date              | Label                  | Format | Catalogue |
| ------ | ----------------- | ---------------------- | ------ | --------- |
| Europe | 27 août 1999      | Sony Music, Columbia   | CD     | 4952402   |
| Canada | 14 septembre 1999 | Sony Music, Columbia   | CD     | 80438     |
| Japon  | 25 octobre 2000   | Sony Music Japan, Epic | CD     | ESCA 8239 |

## Classements
| Pays              | Meilleure position | Certification |
| ----------------- | ------------------ | ------------- |
| Allemagne         | 37                 |               |
| Autriche          | 18                 |               |
| Belgique Flandre  | 3                  | Platine       |
| Belgique Wallonie | 1                  | Platine       |
| Canada            | 15                 | Or            |
| France            | 1                  | 2x Or         |
| Hongrie           | 37                 |               |
| Pays-Bas          | 23                 |               |
| Royaume-Uni       | 146                |               |
| Suisse            | 1                  | Platine       |
| Europe            | 9                  |               |